# Iridopsis subnigrata
Iridopsis subnigrata är en fjärilsart som beskrevs av W. Warren 1905. Iridopsis subnigrata ingår i släktet Iridopsis och familjen mätare. Inga underarter finns listade i Catalogue of Life.